# تيرينس هيلدنر
العميد تيرينس جون هيلدنر (بالإنجليزية: Terence John Hildner)‏ (20 فبراير 1962 في نيو هيفن، كونيتيكت، الولايات المتحدة - 3 فبراير 2012 في كابل، أفغانستان) كان ضابطا عاما في الجيش الأمريكي حيث عمل كقائد لقيادة الإستدامة الثالثة عشر (القوة الاستطلاعية) من عام 2010 حتى وفاته في عام 2012. يعتبر ثاني أعلى ضابط أمريكي رفيع المستوى يموت بينما كان يخدم في الحرب في أفغانستان.
من خلال قيادته لفوج الفرسان الثاني فقد نشرت قوات هيلدنر إلى السعودية وكان جزءا من هجوم الفيلق السابع الأمريكي على الكويت والعراق أثناء عملية عاصفة الصحراء.
نشرت كتيبته القوات الخاصة التابعة لقيادة الدعم الثالثة عشر مرتين خلال فترة قيادته التي امتدت لقرابة العامين. في المرة الأولى نشرت كتيبته إلى العراق كجزء من عملية حرية العراق حيث خدمت الكتيبة بصفتها كتيبة دعم الاستدامة وقدمت دعما لوجيستيا عاما للوحدات الموجودة حول قاعدة بلد الجوية المشتركة بالإضافة إلى مجمع سجن أبو غريب. كانت الفترة الثانية جزءا من فرقة العمل اللوجيستية النجم الوحيد حيث وفرت عمليات الدعم العسكري والإنساني لضحايا إعصار كاترينا.
في 19 أغسطس 2010 تولى قيادة قيادة الاستدامة الثالثة عشر ونشر بعد ذلك إلى أفغانستان من مقره في فورت هود في ولاية تكساس. توفي هيلدنر في 3 فبراير 2012 في كابول بأفغانستان لأسباب طبيعية ظاهرية وهو ثاني أعلى رتبة عسكرية بين الأمريكيين الذين يموتون في الحرب الأفغانية. أقيمت جنازة هيلدنر في 29 فبراير 2012 في كنيسة ميموريال في قاعدة ماير - هندرسون المشتركة في فيرجينيا. أقام الجنازة رئيس القساوسة في الجيش الفريق الأول دونالد روثرفورد وحضرها رئيس الكتلة الكاثوليكية ورئيس أركان الجيش الفريق الأول ريموند توماس أوديرنو وكثير من كبار الضباط العسكريين. دفن هيلدنر في القسم 60 من مقبرة أرلينغتون الوطنية مع مرتبة الشرف العسكرية الكاملة التي تقدمها مجموعة تشارلي فوج المشاة الأمريكية 3د (الحرس القديم).